# Garden Ruin
Garden Ruin je peti studijski album američkog americana/indie rock sastava Calexico, objavljen 11. travnja 2006. u izdanju Quarterstick Recordsa. Poznat je kao prvi album Calexica na kojem nema instrumentalnih skladbi nego se sve pjesme oslanjaju na pop pristup.

## Popis pjesama
| 1.    | »Cruel«                         | Burns, Burns                              | 3:59 |
| 2.    | »Yours and Mine«                | Joey Burns, Convertino                    | 2:30 |
| 3.    | »Bisbee Blue«                   | Burns, Burns, Foster, Convertino, Coleman | 2:48 |
| 4.    | »Panic Open String«             | Joey Burns, Convertino                    | 4:09 |
| 5.    | »Letter to Bowie Knife«         | Burns, Burns                              | 3:06 |
| 6.    | »Roka (Danza de la Muerte)«     | Joey Burns                                | 3:42 |
| 7.    | »Lucky Dime«                    | Joey Burns, Convertino                    | 2:33 |
| 8.    | »Smash«                         | Burns, Burns                              | 3:45 |
| 9.    | »Deep Down«                     | Joey Burns                                | 4:31 |
| 10.   | »Nom de Plume«                  | Paul Niehaus, Joey Burns                  | 3:19 |
| 11.   | »All Systems Red«               | Joey Burns, Convertino, Foster            | 6:09 |
| 12.   | »Landing Field« (bonus pjesma)  |                                           | 3:46 |
| 13.   | »Cast Your Coat« (bonus pjesma) |                                           | 3:46 |
| 40:31 |                                 |                                           |      |

## Osoblje
- John Convertino - bubnjevi, perkusije
- Joey Burns - akustična gitara, električna gitara, vokali, klavir, tamburin, čelo, bendžo, Wurlitzer orgulje, flauta, glockenspiel, bas, prateći vokali, vibrafon, bass melodica, orgulje, harmonika
- Volker Zander - električni bas, vibracije
- Martin Wenk - glockenspiel, truba, Wurlitzer orgulje, Nashville Tuning gitara, električna gitara, bendžo, buka
- Jacob Valenzuela - truba
- JD Foster - Nashville Tuning gitara, puhački aranžman, električna gitara, bendžo, ukulele, Mando Bird, električni bas, Sleigh zvona, prateći vokali, Fender Rhodes bas
- Rob Burger - Hammond B3 orgulje
- Paul Niehaus - pedal steel, električna gitara, bariton gitara
- Nelzimar Neves - čelo
- Dan Coleman - aranžman čela
- Naim Amor - električna gitara
- Jelle Kuiper - thunder drum
- Nick Luca - Hammond B3 orgulje, električna jazz gitara, Wurlitzer orgulje
- Eldys Isak Vega - klavir
- Roberto Mendoza - zvučni efekti
- Amparo Sanchez - vokali

## Recenzije
Iako je sastav na ovom albumu krenuo u vokalno-instrumentalne vode, sastav nije puno izgubio na pozitivnim recenzijama. Prema podacima s Metacritica, album je ocijenjen uglavnom pozitivno s postotkom od 75/100 pozitivnih kritika.
Joe Tangari s Pitchforka ocijenio je kako se Calexico jednako dobro snašao i u vokalnim, nešto komercijalnijim vodama: "Neću lagati. Već mi nedostaje Calexicov stari mariach-indie rock zvuk i razuzdani eklekticizam kojim su skakali od jazza do flamenca i ledenih naricaljki na Feast of Wire iz 2003., ali srećom, zvukovi koji zamjenjuju te zastarjele elemente jednako su zadovoljavajući. Garden Ruin je prelijepo strukturiran i fokusiran, zadržavajući neke elemenata jugozapada dvojca, ali premještajući puhačke zvukove iz Ciudad Juareza u Los Angeles. Ovdje, Calexico ekonomično spaja jazz, country, američki folk i indie rock u jezgrovite, dobro podmazane pop pjesme, upotpunjene prekrasnim vokalnim podlogama koje su se istaknule u primitivnom stanju na pjesmama kao što su 'Not Even Stevie Nicks...' i 'Grip-Tape'."
Anđelo Jurkas s Vip.hr-a ocijenio je album kao logičnu točku u evoluciji sastava: "Pročišćenjem zvuka i dodavanjem koječega dobili su na komercijalnoj širini i potencijalnoj prihvaćenosti kod daleko značajnijeg broja ljudi. To je 'rizik' na koji su Joey i John svojevoljno pristali. Iako Garden Ruin zadržava prepoznatljiv autorski rukopis Calexica, isto je tako miljama daleko od najboljih radova i trenutaka zbog kojih su mogli prerasti kultni status. Njihov posljednji studijski album referira socioekonomskim i biološkim utučenostima kroz koja prolaze svojim omiljenim cestovnim i inim pustopoljinama. I to se zove pop glazbom. Specifičnom i samosvojnom, ali i dalje popičnom. Album koji ćete rado slušati, ali nerado zavoljeti."
Karlo Rafaneli s portala Monitor.hr ocijenio je album s četiri od pet zvjezdica dodavši kako je to ujedno "najbolji i najlošiji album Calexica". "Garden Ruin je prva slika Calexica kao pravog sastava, a ne studijskog projekta. On je u potpunosti okrenut standardnim pop strukturama, ovdje nema instrumentalnih eksperimentiranja s formom i atmosferom. Osnovni problem leži u činjenici da nisu sve od jedanaest ovdje prisutnih pjesama dovoljno jake da izdrže taj novi smjer. Dok su prije biseri poput 'Service And Repair' ili 'Quattro (the World Drifts In)' bili okruženi manje ili više uspjelim zvučnim pejzažima, ovdje najbolje pjesme poput uvodne 'Cruel', noirovske 'Non De Plume' i epske završnice 'All Systems Red' dijele jednak prostor s četiri do pet u najbolju ruku prosječnih pjesama. Konačni rezultat je zapravo tek poluuspjeli prijelaz iz zanimljivog projekta u punokrvni alter country rock sastav koji svoje snage tek treba pokazati."

## Vanjske poveznice
- Albumi Calexica